# エンタープライズ (列車)

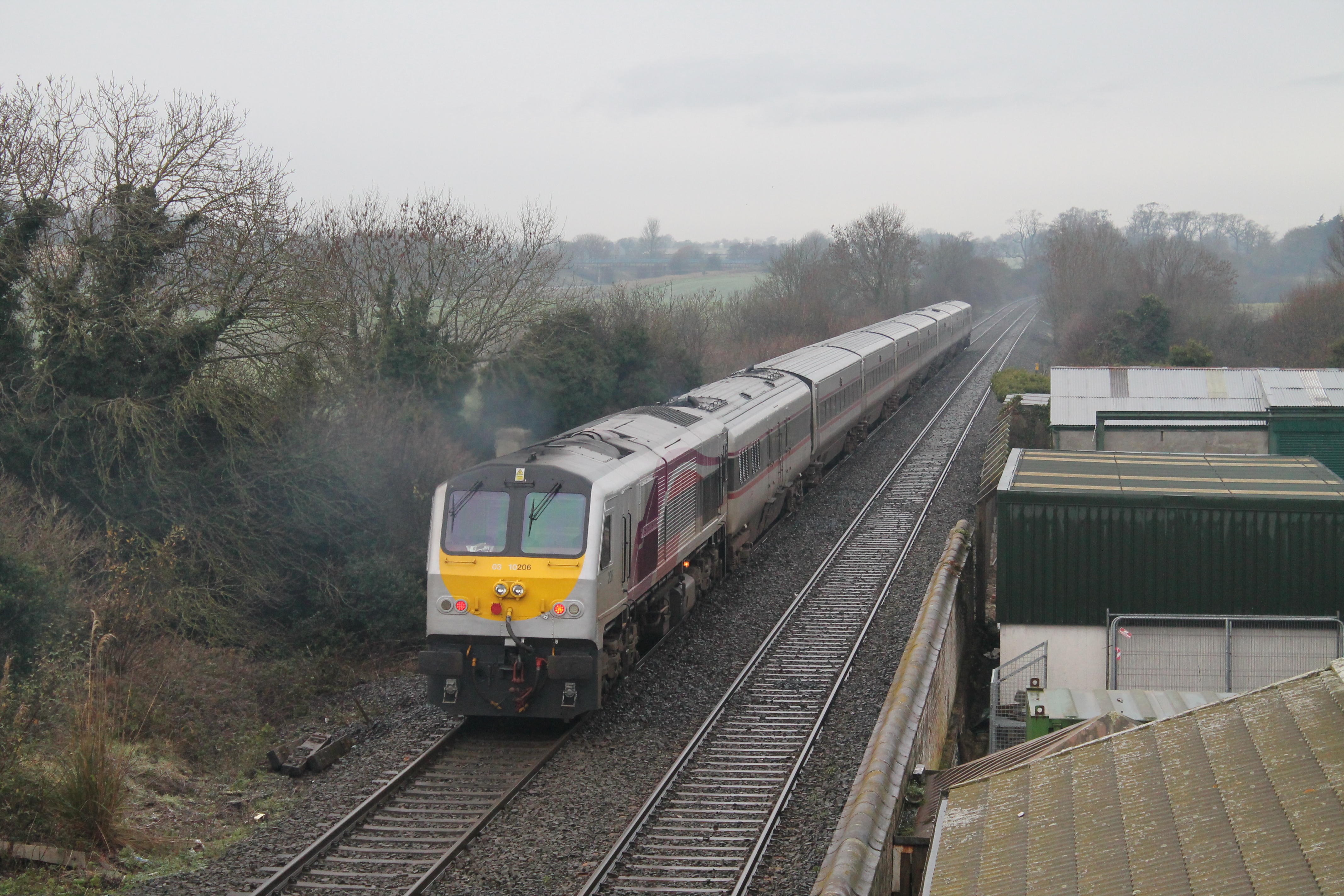
エンタープライズ

エンタープライズ（Enterprise）は、アイルランド共和国の首都ダブリンと、イギリスの北アイルランドの首都ベルファストとを結ぶ国際列車である。アイルランド国鉄と北アイルランド鉄道が共同で運行している。
現在、ダブリン・コノリー駅とベルファスト・グランド・セントラル駅とを、1日15往復（日曜は8往復）しており、両駅間を約2時間で結んでいる。